# 第二代反应堆

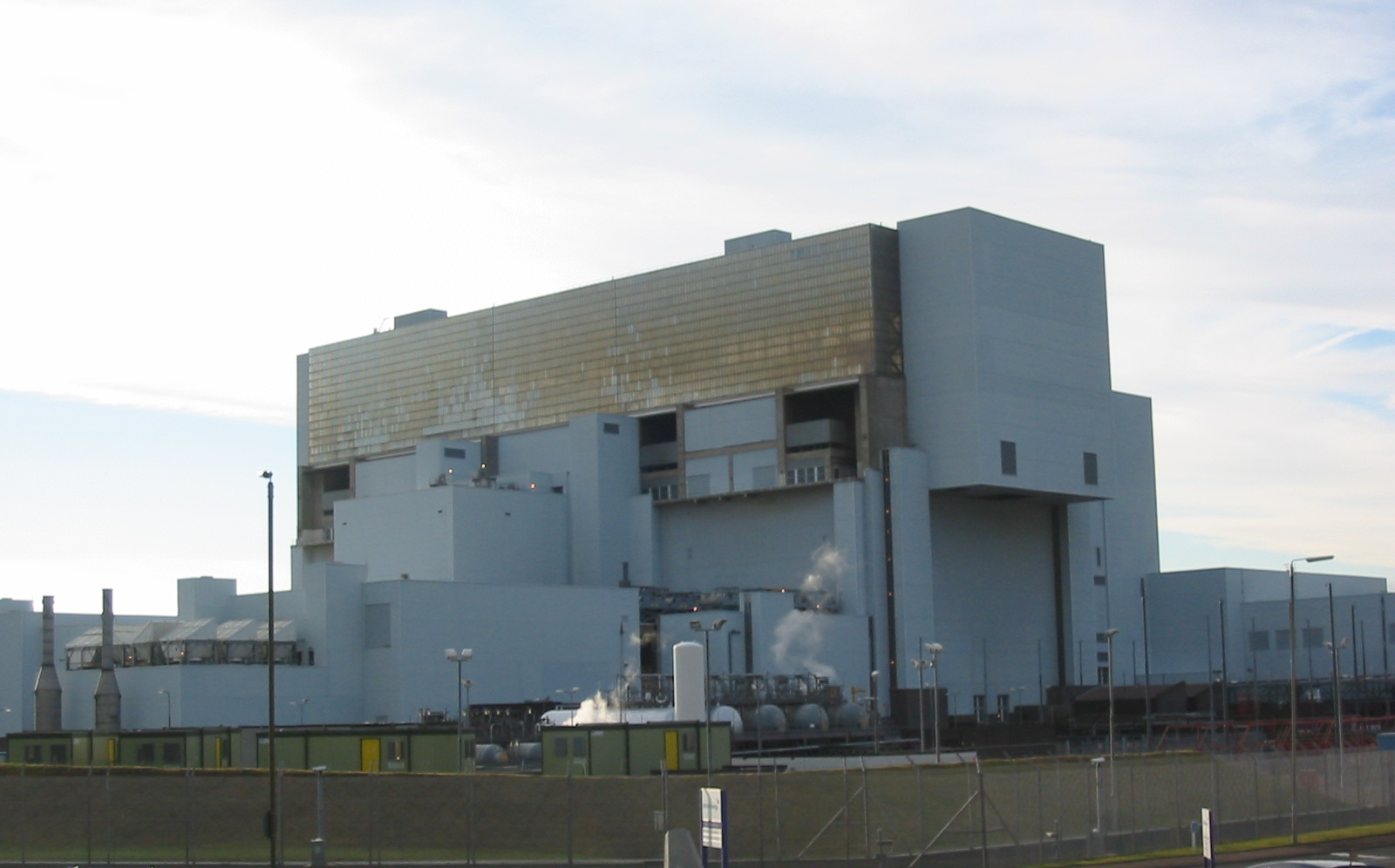
英國獨自開發的AGR石墨反應爐

第二代反应堆（英语：Generation II reactor，缩写：Gen II）是一系列1990年代前所建造的商业反应堆的总称。典型的第二代反应堆包括有压水反应堆、加拿大氘铀核反应堆、沸水反应堆、改进型气冷反应堆及水-水高能反应堆。
第二代反应堆的前身为第一代反应堆，第二代加(Gen II+)反应堆指2000年后建造的第二代反应堆现代化改进型，例如CPR-1000以与更先进昂贵的第三代反应堆设计进行区分。一般来说，现代化改进包括改进的安全措施及延长至60年的设计寿命。
第二代核反应堆在美系國家的運轉執照一般为30至40年，该日期一般基于核电站建设贷款付清时间而设，如在歐系國家的運轉執照为10年更新一次。但大多数第二代核反应堆的寿命被延长至50至60年，部分因经济效益被二次延长寿命达80年。截至2013年末美国约70%的第二代核电站被批准延长运行寿命至60年。
美国瓦茨巴核电站的二号机组预计是最后一个上线运转的第二代核电站。

## 参看
- 核反应堆
  - 第一代反应堆
  - 第三代反应堆
  - 第四代反应堆